# Чухломская крепость
Чухломская крепость — несохранившаяся деревянная крепость Чухломы.

## Описание
Крепость была расположена на высоком холме у впадения речки Сандебы в Чухломское озеро. С южной стороны она была защищена обрывом речного берега, с западной — склонами холма к озеру, с северной и восточной сторон — насыпными валами и рвами. С напольных сторон валы достигали в высоту 4 м, на остальных направлениях — не более 1,5 м. Крепость имела форму неправильного четырёхугольника. На валах были поставлены деревянные стены с четырёхугольными башнями, из которых четыре закрепляли углы, а две, на северной и восточной сторонах, были проездными. Систему обороны дополняли ещё три башни, находившиеся внутри стен: высокая пирамидальная дозорная с несколькими ярусами обходных галерей-балконов и две более низких, с одним ярусом обходов.
На территории крепости располагался соборный комлекс. Рядом с храмами находились воеводский двор, приказная изба, подворье Авраамиева монастыря, осадные дома местных бояр.

## История
Хотя ранее считалось, что Чухломская крепость была основана Дмитрием Шемякой в первой половине XV века, археологические исследования дают основание датировать крепость эпохой Ивана III или его сына Василия III. В данный период Чухломской край очень часто подвергался набегам казанских татар и их союзников черемисов. Чухломская крепость много раз осаждалась ими, но ни разу не была взята. В Смутное время она была осаждена поляками в 1609 году, но выдержала и это испытание.
Чухломская крепость просуществовала до 1727 года, когда была уничтожена крупным пожаром. На территории древней крепости сейчас находится городской парк. До наших дней сохранились оплывшие валы Чухломской крепости.